# ローマ帝国

ローマ帝国
IMPERIVM·ROMANVM (ラテン語)
Βασιλεία τῶν Ῥωμαίων (古代ギリシャ語)

国の標語: Senatus Populusque Romanus（ラテン語）
ローマの元老院と市民
  西暦117年当時のローマ帝国の最大版図  2世紀までに間接的に支配した地域

| 先代                          | 次代 |
| ----------------------------- | --- |
| 共和政ローマ プトレマイオス朝 | 東ローマ帝国 西ローマ帝国 オスマン帝国 イスラム帝国 東ゴート王国 西ゴート王国 ブルグント王国 ヴァンダル王国 スエビ王国 フランク王国 ブルガリア帝国 ヴェネツィア共和国 |

コンスタンティヌス朝以降の国章ラバルム（ギリシア語でキリストを意味する言葉の頭文字のΧ・Ρを重ね合わせた組み文字）。

ローマ帝国（ローマていこく、ラテン語: Imperium Romanum）は、古代ローマの共和制後の時代以降を指す言葉である。この時代、古代ローマはイタリア半島に誕生した都市国家から、地中海にまたがる領域国家へと発展していった。
1世紀から2世紀頃の最盛期には地中海沿岸全域に加え、ヨーロッパはヒスパニア、ゲルマニア、ガリア、ブリタンニア、クリミア、北アフリカ一帯、西アジアではメソポタミア、シリア、アルメニア、ペルシア西部などをはじめとする広大な地域を中心とした大規模な領土を皇帝（アウグストゥス）が支配していた。カエサル・アウグストゥスの即位から3世紀の軍事的無政府状態まで、それはイタリアを中心的な領土（メトロポール）とし、ローマ市を唯一の首都としたプリンキパトゥスだった（紀元前27年-紀元後286年）。2世紀の最盛期には、ローマ帝国の人口は 7,000万人を超えていたと考えられている。
軍事危機の間に断片化されたが、帝国は強制的に再編成され、その後、西ローマ帝国（ミラノと後にラヴェンナに拠点を置く）と東ローマ帝国（ニコメディアとアンティオキアを中心に、後にコンスタンティノープルに拠点を置く）で支配を分ける複数の皇帝によって支配された。ローマは、オドアケルの蛮族によるラヴェンナの奪取とロムルス・アウグストゥルスの退位に続いて、コンスタンティノープルに帝国記章が送られた西暦476年まで両部分の名目上の首都のままであった。西ローマ帝国がゲルマン人の王たちに支配され、東ローマ帝国がビザンツ帝国へとヘレニズム化したことで、古代ローマの終わりと中世の始まりを告げることになる。

## 名称
「ローマ帝国」は「ローマの命令権が及ぶ範囲」を意味するラテン語の “Imperium Romanum” の訳語である。インペリウム (imperium) は元々はローマの「命令権（統治権）」という意味であったが、転じてその支配権の及ぶ範囲のことをも指すようになった。Imperium Romanum の語は共和政時代から用いられており、その意味において共和政時代からの古代ローマを指す名称である。日本語の「帝国」には「皇帝の支配する国」という印象が強いために、しばしば帝政以降のみを示す言葉として用いられているが、西洋における「帝国」は皇帝の存在を前提とした言葉ではなく統治の形態にのみ着目した言葉であり、「多民族・多人種・多宗教を内包しつつも大きな領域を統治する国家」という意味の言葉である。ちなみに、現代の日本では帝政ローマにおいてインペリウムを所持したインペラトルが皇帝と訳されているが、インペリウムは共和政ローマにおいてもコンスルとプロコンスル、およびプラエトルとプロプラエトルに与えられていた。また、ローマが帝政に移行した後も、元首政（プリンキパトゥス）期においては名目上は帝国は共和制であった。
中世における「ローマ帝国」である、東ローマ帝国やドイツの神聖ローマ帝国と区別するために、西ローマ帝国における西方正帝の消滅までを古代ローマ帝国と呼ぶことも多い。

## 概要
ローマ帝国の前身であるローマ共和国（紀元前6世紀にそれまでの王政ローマに代わり成立）は、一連の内戦や政治的対立の中で深刻に不安定になった。紀元前1世紀半ばにガイウス・ユリウス・カエサルが終身独裁官に任命されたが、紀元前44年に暗殺された。その後も内戦やプロスクリプティオは続き、紀元前31年のアクティウムの海戦でカエサルの養子であるオクタウィアヌスがマルクス・アントニウスとクレオパトラに勝利したことで最高潮に達した。翌年、オクタウィアヌスはプトレマイオス朝エジプトを征服し、紀元前4世紀のマケドニア王国のアレキサンダー大王の征服から始まったヘレニズム時代に終止符を打った。その後、オクタウィアヌスの権力は揺るぎないものとなり、紀元前27年にローマ元老院は正式にオクタウィアヌスに全権と新しい称号アウグストゥスを与え、事実上彼を最初のローマ皇帝とした。
帝国の最初の2世紀は、前例のない安定と繁栄の時代であり、「パクス・ロマーナ」として知られている。ローマはトラヤヌスの治世（98年-117年）の間にその最大の領土の広がりに達した。また、トラヤヌスの後任であるハドリアヌスの治世では、ローマ帝国は最盛期を迎え、繁栄を謳歌した。その後のアントニヌス・ピウスとマルクス・アウレリウス・アントニヌスは先帝の平和を受け継ぎ繁栄を維持したが、アウレリウス帝の治世の後半ごろには疫病や異民族の侵入などによって繁栄に陰りが見えはじめた。トラブルの増加と衰退の期間は、アウレリウス帝の息子コンモドゥス（177年-192年）の治世で始まった。コンモドゥスの暗殺の後は混乱が続く状況となった。3世紀には、ガリア帝国とパルミラ帝国がローマ国家から離脱し、短命の皇帝が続出し、多くの場合は軍団の権勢を以て帝国を率いていたため、帝国はその存続を脅かす危機に見舞われた（3世紀の危機）。帝国はアウレリアヌス（在位270年-275年）のもとで再統一された。その後再び混乱は続くが、3帝国を安定させるための努力として、ディオクレティアヌスは286年にギリシャの東およびラテン西の2つの異なった宮廷を設置し、ディオクレティアヌスによって専制政治が開始された。ディオクレティアヌスの退位後は複数の皇帝たちの相互の争いによって帝国は分断されたが、最終的にはコンスタンティヌス1世がその強大な権力を以て帝国を再統一した。大帝とも称されるコンスタンティヌスは、伝統的に、最初にキリスト教を信仰した皇帝であるとされる。313年のミラノ勅令に続く4世紀には一時的に危機はあったもののキリスト教徒が権力を握るようになり、皇帝の多くもキリスト教を信仰した。コンスタンティヌス死後の混乱を経てテオドシウス1世によってふたたび帝国は一人の皇帝のもとに統べられた。テオドシウスはキリスト教を国教として異教を禁止、彼の死後には2人の子供が東西に分割された領域をそれぞれ支配した。その後すぐに、寒冷化などに端を発するゲルマン人やアッティラのフン族による大規模な侵略を含む移住時代が西方のローマ帝国（西ローマ帝国）の衰退につながった。ゲルマン人の勢力はローマ宮廷内で権力を握り、最終的にはローマから宮廷が移されたラヴェンナの秋にゲルマン人のヘルール族とオドアケルによって476 ADにロムルス・アウグストゥルスが退位し、西ローマ帝国は一旦崩壊した。
東方のローマ皇帝ゼノンはオドアケルからの「もはや西方担当の皇帝は必要ではない」とする書簡を受けて正式に480年にそれを廃止した。しかし、旧西ローマ帝国の領土内のフランスおよびドイツに位置した神聖ローマ帝国は、ローマ皇帝の最高権力を継承しており、800年のローマ・カトリック教皇レオ3世によるカールの戴冠によって西ローマ帝国は復活したと主張し、その後10世紀以上にわたって神聖ローマ帝国は存続した。東ローマ帝国は、通常、現代の歴史家によってビザンチン帝国として記述され、コンスタンティノープルが1453年にオスマン帝国のスルタン・メフメト2世の手により陥落し、最後の皇帝コンスタンティノス11世が戦死するまで、変質こそしたものの約1000年にわたって古代ローマ帝国の命脈を保った。
ローマ帝国の広大な範囲と長期にわたる存続のために、ローマの制度と文化は、ローマが統治していた地域の言語、宗教、芸術、建築、哲学、法律、政府の形態の発展に深く、永続的な影響を与えた。ローマ人のラテン語は中世と近代のロマンス語へと発展し、中世ギリシャ語は東ローマ帝国の言語となった。帝国がキリスト教を採用したことで、中世のキリスト教が形成された。ギリシャとローマの芸術は、イタリア・ルネッサンスに大きな影響を与えた。ローマの建築の伝統は、ロマネスク様式、ルネサンス建築、新古典主義建築の基礎となり、また、イスラーム建築に強い影響を与えた。ローマ法のコーパスは、ナポレオン法典のような今日の世界の多くの法制度の源流となっており、またローマの共和制制度は、中世のイタリアの都市国家の共和国、初期の米国やその他の近代的な民主的な共和国に影響を与え、永続的な遺産を残している。

## 歴史
古代ローマがいわゆるローマ帝国となったのは、イタリア半島を支配する都市国家連合から「多民族・人種・宗教を内包しつつも大きな領域を統治する国家」へと成長を遂げたからであり、帝政開始をもってローマ帝国となった訳ではない。
紀元前27年よりローマ帝国は共和政から帝政へと移行する。ただし初代皇帝アウグストゥスは共和政の守護者として振る舞った。この段階をプリンキパトゥス（元首政）という。ディオクレティアヌス帝が即位した285年以降は専制君主制（ドミナートゥス）へと変貌した。
330年にコンスタンティヌス1世が、後に帝国東方において皇帝府の所在地となるローマ帝国の首都コンスタンティノポリス（コンスタンティノープル）の町を建設した。テオドシウス1世は、古くからの神々を廃し、392年にキリスト教を国教とした。395年、テオドシウス1世の2人の息子による帝国の分担統治が始まる。以後の東方正帝と西方正帝が支配した領域を、現在ではそれぞれ東ローマ帝国と西ローマ帝国と呼び分けている。
西ローマ帝国の皇帝政権は、経済的に豊かでない国家で兵力などの軍事的基盤が弱く、ゲルマン人の侵入に抗せず、476年以降に西方正帝の権限が東方正帝に吸収された。6世紀に東ローマ帝国による西方再征服も行われたが、7世紀以降の東ローマ帝国は領土を大きく減らし、国家体制の変化が進行した。東ローマ帝国は、8世紀にローマ市を失った後も長く存続したが、オスマン帝国により、1453年に首都コンスタンティノポリスが陥落し、完全に滅亡した。

### 帝政の開始

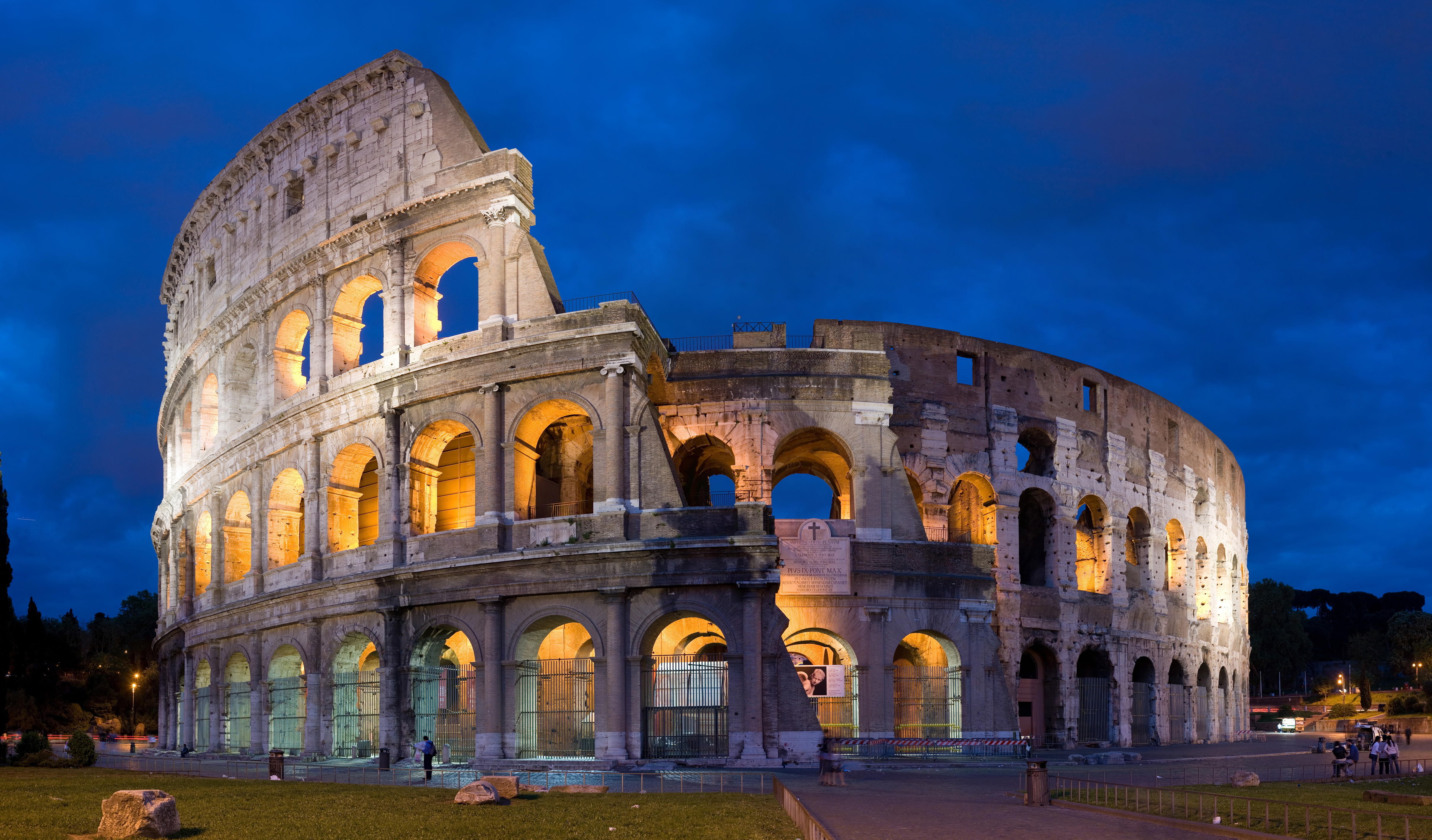
コロッセオ。

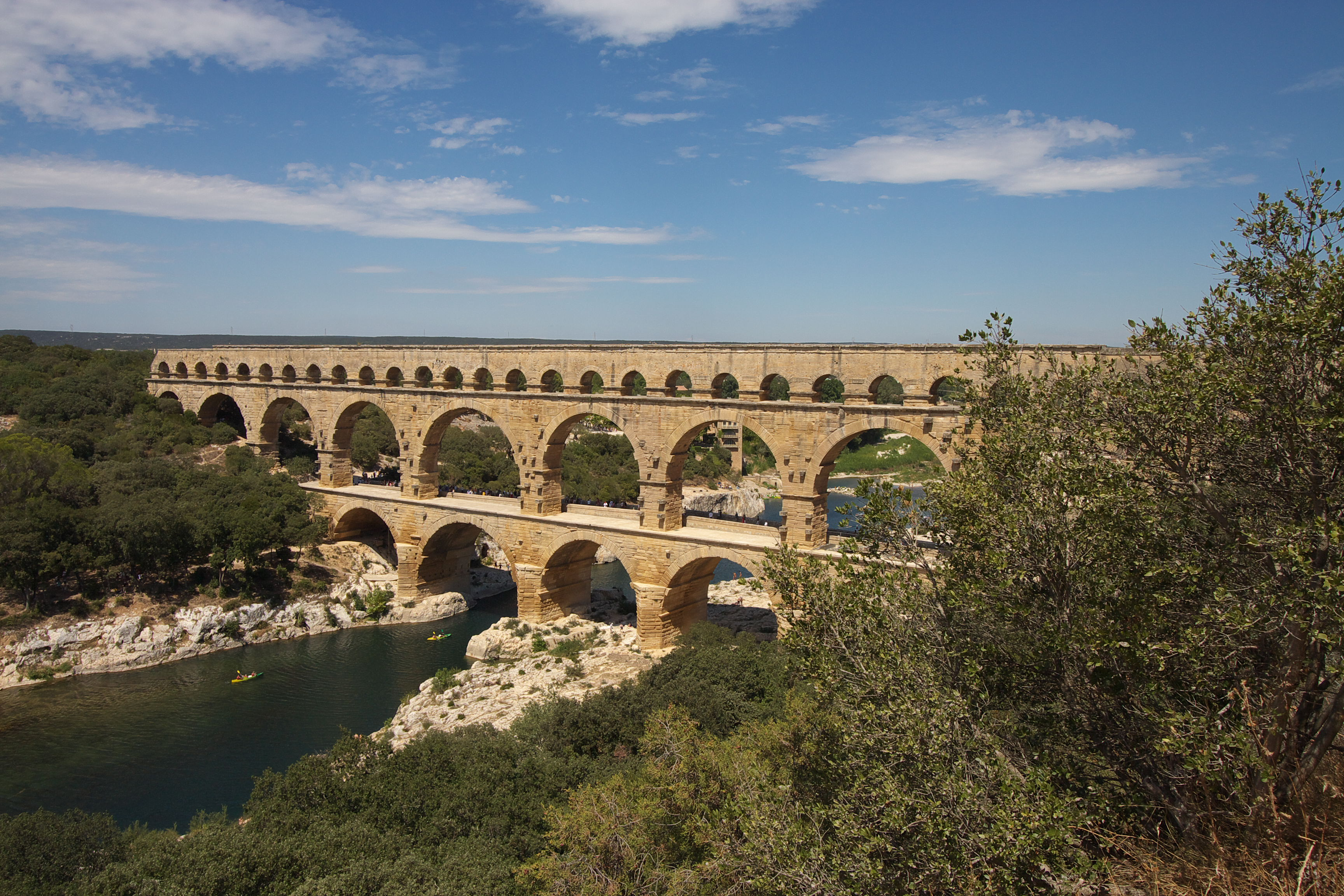
ポン・デュ・ガール。ローマの水道橋。

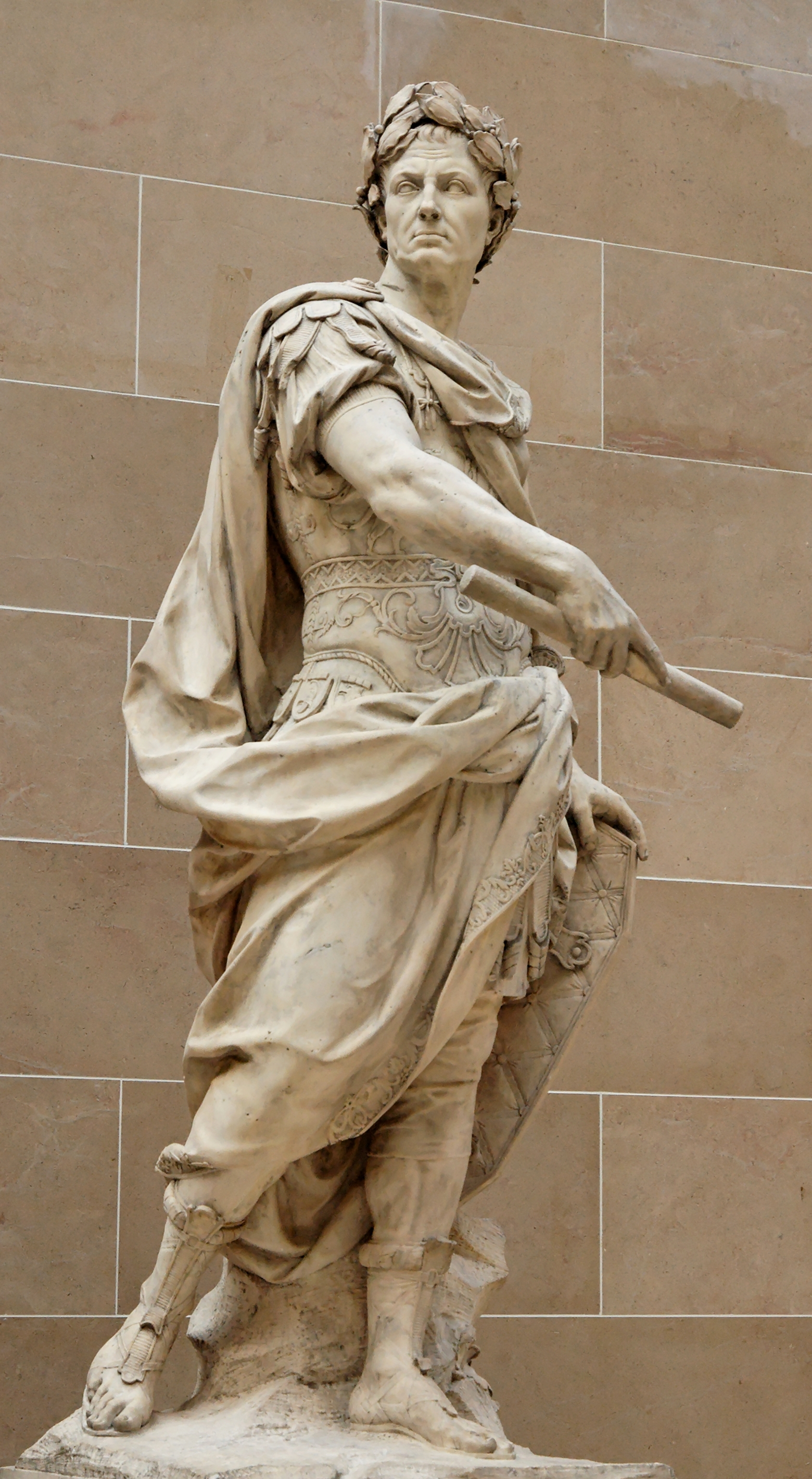
ガイウス・ユリウス・カエサル。

ローマ帝国の起源は、紀元前8世紀中ごろにイタリア半島を南下したラテン人の一派がティベリス川（現：テヴェレ川）のほとりに形成した都市国家ローマである（王政ローマ）。当初はエトルリア人などの王を擁していたローマは、紀元前509年に7代目の王であったタルクィニウス・スペルブスを追放して、貴族（パトリキ）による共和政を布いた。共和政下では2名のコンスルを国家の指導者としながらも、クァエストル（財務官）など公職経験者から成る元老院が圧倒的な権威を有しており、国家運営に大きな影響を与えた（共和政ローマ）。やがて平民（プレブス）の力が増大し、紀元前4世紀から紀元前3世紀にかけて身分闘争が起きたが、十二表法やリキニウス・セクスティウス法の制定により対立は緩和されていき、紀元前287年のホルテンシウス法制定によって身分闘争には終止符が打たれた。
都市国家ローマは次第に力をつけ、中小独立自営農民を基盤とする重装歩兵部隊を中核とした市民軍で紀元前272年にはイタリア半島の諸都市国家を統一、さらに地中海に覇権を伸ばして広大な領域を支配するようになった。紀元前1世紀にはローマ市民権を求めるイタリア半島内の諸同盟市による反乱（同盟市戦争）を経て、イタリア半島内の諸都市の市民に市民権を付与し、狭い都市国家の枠を越えた帝国へと発展していった。
しかし、前3世紀から2世紀、3度にわたるポエニ戦争の前後から、イタリア半島では兵役や戦禍により農村が荒廃し、反面貴族や騎士階級ら富裕層の収入は増大、貧富の格差は拡大し、それと並行して元老院や民会では汚職や暴力が横行、やがて「内乱の一世紀」と呼ばれた時代になるとマリウスなど一部の者は、武力を用いて政争の解決を図るようになる。こうした中で、スッラ及びユリウス・カエサルは絶対的な権限を有する終身独裁官に就任、元老院中心の共和政は徐々に崩壊の過程を辿る。紀元前44年にカエサルが暗殺された後、共和主義者の打倒で協力したオクタウィアヌスとマルクス・アントニウスが覇権を争い、これに勝利を収めたオクタウィアヌスが紀元前27年に共和制の復活を声明し、元老院に権限の返還を申し出た。これに対して元老院はプリンケプス（元首）としてのオクタウィアヌスに多くの要職と、「アウグストゥス（尊厳なる者）」の称号を与えた。一般的にこのときから帝政が開始したとされている。
以降、帝政初期のユリウス＝クラウディウス朝の世襲皇帝たちは実質的には君主であったにもかかわらず、表面的には共和制を尊重してプリンケプス（元首）としてふるまった。これをプリンキパトゥス（元首政）と呼ぶ。彼らが即位する際には、まず軍隊が忠誠を宣言した後、元老院が形式的に新皇帝を元首に任命した。皇帝は代々次のような称号と権力を有した。
- 「アウグストゥス」と「カエサル」の称号。
- 「インペラトル」（凱旋将軍、軍最高司令官）の称号とそれに伴う全軍の最高指揮権（「エンペラー」の語源）。
- 「プリンケプス」（市民の中の第一人者）の称号。本来は元老院において、最初に発言する第一人者の意味。
- 「執政官命令権」を持っており、最高政務官である執政官職に就かずして、首都ローマとイタリアに対して政治的・軍事的権限を行使した。
- 「プロコンスル命令権」により皇帝属州の総督任命権と元老院属州の総督に対する上級命令権を有していた。また、エジプトは皇帝の直轄地として位置づけられた。
- 「護民官職権」を持っており、実際に護民官には就任していないにもかかわらず権限を行使した。これには身体の不可侵権に加え、元老院への議案提出権やその決議に対する拒否権などが含まれており、歴代皇帝はこの権限を利用して国政を自由に支配した。
- 「最高神祇官」の職。多神教が基本のローマ社会において、その祭事を主催する。

これらに加え、皇帝たちは必要な場合年次職の執政官やケンソル（監察官）などの共和政上の公職に就任することもあった。さらに、皇帝たちには「国家の父」などの尊称がよく送られた。また皇帝は死後、次の皇帝の請願を受けた元老院の承認によって、神格化されることも少なくなかった。例えばアウグストゥスはガリア属州に祭壇が設けられ、2世紀末まで公的に神として祀られ続けた。一方、独裁的権限を所持していたにもかかわらず、ローマ皇帝はあくまでも「元老院、ローマ市民の代表者」という立場であったため、ローマ市民という有力者の支持を失うと元老院に「国家の敵」とみなされ自殺に追い込まれたり、コロッセウムなどで姿をみせると容赦ないブーイングを浴びるなど、官僚制と多数の文武官による専制体制が確立したオリエント的君主とは違った存在であった。
また、国家の要職だけでなく最高権力者である皇帝位でさえも、ローマに征服された地域や民族の者が就くことが可能であった。例えば、セウェルス朝創始者のセプティミウス・セウェルス帝はアフリカ属州出身であったし、五賢帝の一人であるトラヤヌス帝はヒスパニア属州出身であった。

### ユリウス＝クラウディウス朝と内乱期
このようにアウグストゥスの皇帝就任とユリウス＝クラウディウス家の世襲で始まったローマ帝政だが、ティベリウスの死後あたりから、政治・軍事の両面で徐々に変化が起こった。軍事面では、共和制末期からの自作農の没落の結果、徴兵制が破綻し、代わって傭兵制が取られたが、それは領土の拡大とあいまって帝国内部に親衛隊を含む強大な常備軍の常駐を促し、それは取りも直さず即物的な力を持った潜在的な政治集団の発生に繋がった。
やがて、世襲の弊害により、カリグラやネロなど無軌道な皇帝が登場すると、彼らは対立候補を挙げて決起し、また複数の対立候補が互いに軍を率いて争う内乱も発生、結果、ユリウス＝クラウディウス朝からフラウィウス朝の僅か100年の間に、3名の皇帝が軍隊によって殺害され、2名が自殺に追い込まれ、不自然な形での皇帝の交代が頻発するようになる。
ただし、この時期にもローマは周辺勢力に比して格段に高い軍事力を保持し続けており、こうした政治や軍事の緩慢な変化は帝国の運命に即大きな影響をもたらすことはなかった。むしろ帝国の拡大はこの時期にも続いており、43年にはクラウディウス帝によってグレートブリテン島南部が占領されて属州ブリタンニアが創設されるなどしている。
また、時代が進むにつれて、はじめは俸給や市民権の獲得を目的に、後期にはイタリア人の惰弱化により、兵士に占めるゲルマン人など周辺蛮族の割合は増加した。それらは徐々に軍隊の劣化や反乱の頻発を促進した。ローマの領域内は安定を見せたものの、賢帝とされるアウグストゥスやクラウディウスの時代にもヌミディアより西に位置するアフリカでは強圧的な支配と土地の召し上げ・収奪に対する抵抗と反乱が絶えないなど、周辺属州民にとっても善政だったかどうかは疑問がある。
時系列的には、初代皇帝アウグストゥスの時代に常備軍の創設や補助兵制度の正式化、通貨制度の整備、ローマ市の改造や属州制度の改革（元老院属州と皇帝属州の創設）などを行い、帝国の基盤が整えられた。さらに防衛のしやすい自然国境を定め、そこまでの地域を征服したため、帝国の領域は拡大し、安定した防衛線に守られた帝国領内は安定して、パクス・ロマーナと呼ばれる平和が長く続くこととなった。14年にアウグストゥスが没した後に帝位を継いだティベリウスも内政の引き締めを行って大過なく国を治めたものの、3代カリグラは暴政を行って暗殺された。次のクラウディウスはカリグラの破綻させた内政を再建し、再び安定した国家を築きあげた。続くネロの統治は当初は善政だったものの、次第に暴政の色を濃くし、ネロは68年に反乱を受け自害した。ネロが死ぬと皇位継承戦争が発生した。4人の皇帝が次々と擁立されたことから、この時期を四皇帝の年とも呼ぶ。これによって一時帝国は複数の属州軍閥に分割され、これにガリアなどローマ化の進んでいた属州やユダヤ人など東方の反乱も同期したが、やがてウェスパシアヌスが勝利し70年にフラウィウス朝を開始すると、ローマは小康状態を取り戻した。
フラウィウス朝はウェスパシアヌス、ティトゥスと名君が続いたが、次のドミティアヌスが暗殺され、後継ぎがなかったためにフラウィウス朝は断絶した。

### 五賢帝の時代（ネルウァ=アントニヌス朝）
ドミティアヌスが暗殺されたのち、紀元1世紀の末から2世紀にかけて即位した5人の皇帝の時代にローマ帝国は最盛期を迎えた。この5人の皇帝を五賢帝という。
のちにかなり理想化された歴史の叙述によれば、彼らは生存中に逸材を探して養子として帝位を継がせ、安定した帝位の継承を実現した。ユリウス＝クラウディウス朝時代には建前であった元首政が、この時期には実質的に元首政として機能していたとも言える。しかしながら五賢帝は、やや遠いながらも血縁関係があり、またマルクス・アウレリウス・アントニヌスの死後は実子のコンモドゥスが帝位を継いだことから、この時代の理想化を避けた観点からは、ネルウァからコンモドゥスまでの7人の皇帝の時代を、ネルウァ＝アントニヌス朝とも呼ぶ。
またこの時代には、法律（ローマ法）、交通路、度量衡、幣制などの整備・統一が行われ、領内には軍事的安定状態が保たれていたと思われるが、地中海の海上流通は減退が見られ軍隊の移動も専ら陸路をとるようになる時期だった。また軍隊と繋がる大土地所有者が力を持ち、自由農民がローマ伝統の重税を避けて逃げ込むケースが増え、自給自足的な共同体が増加した時期でもある。
- 96年 - 98年 ネルウァ
  - 元老院から選出される。後継者にトラヤヌスを指名した。
- 98年 - 117年 トラヤヌス
  - 「至高の皇帝」。最大領土を現出。ダキア、アラビア、アルメニア、メソポタミア、アッシリアを占領して属州を置き、帝国領土は東はメソポタミア、西はイベリア半島、南はエジプト、北はブリテン島にまでおよんだ。
- 117年 - 138年 ハドリアヌス
  - パルティアと和平してアルメニア、メソポタミア、アッシリアから撤退し、東方国境を安定させる。全属州を視察。内政の整備と、ブリタンニアのハドリアヌスの長城に代表される防衛体制の確立に努めた。
- 138年 - 161年 アントニヌス・ピウス
  - 内政の改革や財政の健全化に努めた。
- 161年 - 180年 マルクス・アウレリウス・アントニヌス
  - 「哲人皇帝」。ストア哲学を熱心に学んだ。晩年は各地の反乱や災害やゲルマン人ら異民族の侵入に悩まされ、各地を転戦、陣中で没した。
- 161年 - 169年 ルキウス・ウェルス
  - マルクス・アウレリウスと共同皇帝、パルティア戦争に従事。その後の蛮族の侵攻の最中に食中毒で病死。
- 180年 - 192年 コンモドゥス
  - マルクス・アウレリウスの嫡子、ローマ帝国で二例目の直系継承を果たしたが悪政の末に暗殺されネルウァ=アントニヌス朝は断絶した。

### セウェルス朝
マルクス・アウレリウス・アントニヌスの死後、実子であるコンモドゥス帝の悪政により社会は混乱し、彼が192年に暗殺されると内乱が勃発した。193年には5人の皇帝が乱立し、五皇帝の年と呼ばれる混乱が起きた。この内戦を制したセプティミウス・セウェルスによって193年にセウェルス朝が開かれた。セウェルス朝は軍事力をバックに成立し、当初から軍事色の強い政権であった。
五賢帝時代の末期頃に天然痘の流行により人口が減少し、その後各地で反乱が頻発するようになり、また軍団兵・補助兵ともなり手不足から編成に支障をきたした。これに対処すべく、212年、カラカラ帝の「アントニヌス勅令」によって、ローマの支配下にあるすべての地域に、同等の市民権が与えられた。これによって厳しい階級社会だったローマ社会における、非ローマ市民の著しい不平等（裁判権の不在、収穫量の1/3に上乗せされる1/10の属州税など）は多少なりとも緩和されたが、これによってローマ市民権の価値が崩壊し、政治バランスが激変して、以後長く続く混乱の一因となった。また、それまで属州出身の補助兵は25年勤め上げるとローマ市民権を得ることができたために精強な補助兵が大量に供給されてきたが、市民権に価値がなくなったために帝国内の補助兵のなり手が急減し、さらに不足した兵力はゲルマン人などの周辺蛮族から補充されたため、軍事力の衰退を招いた。
235年、アレクサンデル・セウェルス帝が軍の反乱によって殺害されたことでセウェルス朝は断絶し、以後ローマ帝国は軍人皇帝時代と呼ばれる混乱期に突入していく。

### 混乱と分裂
いわゆる「元首政」の欠点は、元首を選出するための明確な基準が存在しない事である。そのため、地方の有力者の不服従が目立つようになり行政が弛緩し始めると相対的に軍隊が強権を持ったため、反乱が増加し皇帝の進退をも左右した。約50年間に26人が皇帝位に就いたこの時代は軍人皇帝時代と称される。
パクス・ロマーナ（ローマの平和）により、戦争奴隷の供給が減少して労働力が不足し始め、代わりにコロヌス（土地の移動の自由のない農民。家族を持つことができる。貢納義務を負う）が急激に増加した。この労働力を使った小作制のコロナートゥスが発展し始めると、人々の移動が減り、商業が衰退し、地方の離心が促進された。
284年に最後の軍人皇帝となったディオクレティアヌス（在位：284年-305年）は混乱を収拾すべく、帝権を強化した。元首政と呼ばれる、言わば終身大統領のような存在の皇帝を据えたキメの粗い緩やかな支配から、オリエントのような官僚制を主とする緻密な統治を行い専制君主たる皇帝を据える体制にしたのである。これ以降の帝政を、それまでのプリンキパトゥス（元首政）に対して「ドミナートゥス（専制君主制）」と呼ぶ。またテトラルキア（四分割統治）を導入した。四分割統治は、二人の正帝（アウグストゥス）と副帝（カエサル）によって行われ、ディオクレティアヌス自身は東の正帝に就いた。強大な複数の外敵に面した結果、皇帝以外の将軍の指揮する大きな軍団が必要とされたが、軍団はしばしば中央政府に反乱を起こした。テトラルキアは皇帝の数を増やすことでこの問題を解決し、帝国は一時安定を取り戻した。
ディオクレティアヌスは税収の安定と離農や逃亡を阻止すべく、大幅に法を改訂、市民の身分を固定し職業選択の自由は廃止され、彼の下でローマは古代から中世に向けて、外面でも内面でも大きな変化を開始する。
ディオクレティアヌスが305年に引退した後、テトラルキアは急速に崩壊していった。混乱が続く中、西方副帝だったコンスタンティヌス1世が有力となり、324年には唯一の皇帝となった。コンスタンティヌス1世は専制君主制の確立につとめる一方、東のサーサーン朝ペルシアの攻撃に備えるため、330年に交易ルートの要衝ビュザンティオン（ビザンティウム。現在のトルコ領イスタンブール）に遷都して国の立て直しを図った。この街はコンスタンティヌス帝の死後にコンスタンティノポリス(コンスタンティヌスの街)と改名した。コンスタンティヌスの死後、北方のゲルマン人の侵入は激化、特に375年以降のゲルマン民族の大移動が帝国を揺さ振ることとなった。378年には皇帝ウァレンスがハドリアノポリスの戦い（ゴート戦争）でゴート族に敗死した。

### キリスト教の浸透
帝政初期に帝国領内のユダヤ属州で生まれたイエス・キリストの創始したキリスト教は、徐々に信徒数を増やしてゆき、2世紀末には帝国全土に教線を拡大していた。ディオクレティアヌス退位後に起こった内戦を収拾して後に単独の皇帝となるコンスタンティヌス1世（大帝。在位：副帝306年-、正帝324年-337年）は、当時の東帝リキニウスと共同で、313年にミラノ勅令を公布してキリスト教を公認した。その後もキリスト教の影響力は増大を続け、ユリアヌス帝による異教復興などの揺り戻しはあったものの、後のテオドシウス1世（在位：379年-395年）のときには国教に定められ、異教は禁止されることになった（392年）。394年には、かつてローマの永続と安定の象徴とされ、フォロ・ロマーノにありローマの建国期より火を絶やすことのなかったウェスタ神殿のウェスタの聖なる炎も消された。

## 帝国の衰退

### 帝国の分裂

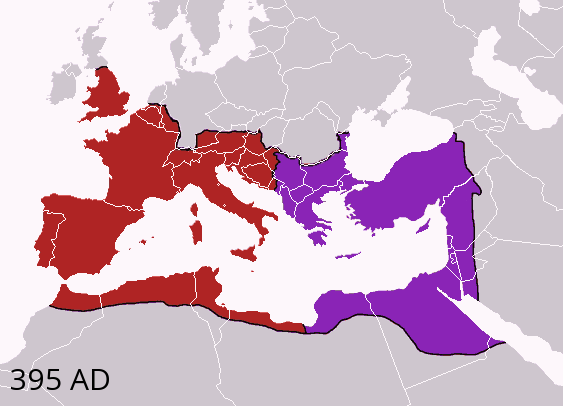
テオドシウス1世没後、395年のローマ帝国の分割。両者の国境線は黒線にて表示 (白線は現代の国境線)
西ローマ帝国
東ローマ帝国

コンスタンティヌス1世の没後、帝国では再び分担統治が行われるようになった。テオドシウス1世も、395年の死に際して長男アルカディウスに東を、次男ホノリウスに西を与えて分治させた。当初はあくまでもディオクレティアヌス時代の四分割統治以来、何人もの皇帝がそうしたのと同様に1つの帝国を分割統治するというつもりであったのだが、これ以後帝国の東西領域を実質的に一人で統治する支配者は現れなかった。もっとも3世紀後半以降、東西の皇帝権が統一されていた期間は僅かに20年を数えるのみであり、経済的な流通も2世紀前半以降はオリーブなどのかつての特産品が各地で自給され始めるにつれ乏しくなり、また自由農民が温存された東方に対して西方ではコロナートゥスが増大するなど、東西の分裂は早い段階から進行していた。今日では以降のローマ帝国をそれぞれ西ローマ帝国、東ローマ帝国と呼び分ける。ただし、史料などからは当時の意識としては別々の国家に分裂したわけではなく、あくまでもひとつのローマ帝国だった事が窺える。

#### 西ローマ帝国
ディオクレティアヌス帝以降、皇帝の所在地は首都ローマからミラノ、後にラヴェンナに移っていた。西ローマ帝国の皇帝政権はゲルマン人の侵入に耐え切れず、イタリア半島の維持さえおぼつかなくなった末、476年ゲルマン人の傭兵隊長オドアケルによってロムルス・アウグストゥルス（在位：476年）が廃位され西方正帝の地位が消滅した。その後もガリア地方北部にはシアグリウスが維持するソワソン管区がローマ領として存続したが、486年にゲルマン系新興国メロヴィング朝フランク王国のクローヴィス1世による攻撃を受け消滅した。旧西ローマ帝国の版図であった領域に成立したゲルマン系諸王国の多くは、消滅した西の皇帝に替わって、全ローマ帝国の皇帝となった東の皇帝の宗主権を仰ぎ、ローマ皇帝に任命された西ローマ帝国の地方長官として統治を行った。したがって、現代人的認識では西方正帝の消滅後にローマ帝国とは別のゲルマン系諸王国が誕生したかのように見える西欧の地も、同時代人的認識としては依然として「ローマ帝国」を国号とする西ローマ帝国のままであり、ゲルマン系諸王はローマ帝国の官人としてローマ帝国の印璽を用い、住民達もまた自分たちのことを単に「ローマ人」と呼び続けていた。

#### 東ローマ帝国

東ローマ帝国の最大進出域
550年（ユスティニアヌス1世）
1025年（バシレイオス2世）

東ローマ帝国（395年-1453年）は、首都をコンスタンティノポリスとし、15世紀まで続いた。中世の東ローマ帝国は、後世ビザンツ帝国あるいはビザンティン帝国と呼ばれるが、正式な国号は「ローマ帝国」のままであった。この国は古代末期のローマ帝国の体制を受け継いでいたが、完全なキリスト教国であり、また徐々にギリシア的性格を強めていった。
東ローマ帝国は、軍事力と経済力を高めてゲルマン人の侵入を最小限に食い止め、またいくつかの部族に対して西へ行くよう計らった。西ローマ帝国における西方正帝の消滅後、東ローマ帝国の皇帝が唯一のローマ皇帝として、名目上では全ローマ帝国の統治権を持った。
東ローマ帝国による帝国の再建は何度か試みられ、実際に5世紀のレオ1世や12世紀のマヌエル1世の様に、アフリカやイタリア征服を試みた皇帝もいた。6世紀のユスティニアヌス1世によるものは一定の成功を収め、地中海の広範な地帯が再びローマ皇帝領となった。ユスティニアヌスは、ローマ法の集大成であるローマ法大全の編纂でも知られている。
ユスティニアヌス没後は混乱と縮小の時代に入り、7〜8世紀にかけイスラム帝国やスラヴ人などの侵入により領土が大幅に縮小した。統治体制は再編を余儀なくされ、テマと呼ばれる軍閥制が敷かれた。ラテン語が使用されていた帝国西方との隔絶は公用語のギリシャ語化（7世紀）を促し、8世紀にはローマやラヴェンナを含む北イタリア管区を失い、また、西欧に対する影響力も低下した。一連の出来事は帝国の性格を変化させ、ヘレニズムとローマ法、正教会を基盤とした新たな「ビザンツ文明」とも呼べる段階に移行した。
9〜10世紀頃には安定期に入り、再び積極的な対外行動をとる。帝国の領土は再び拡大し、11世紀初頭にはバルカン半島とアナトリア半島の全域、南イタリア、シリア北部等を領有した。しかし、その後はイスラムや西欧に対して劣勢になり、13世紀に十字軍により首都コンスタンティノポリスを占領された。13世紀末にコンスタンティノポリスを取り戻すも、以後は内乱の頻発もあり、オスマン帝国等に領土を侵食されていった。
1453年4月、オスマン帝国の軍がコンスタンティノポリスを攻撃。2ヶ月にも及ぶ包囲戦の末、5月29日城壁が突破されコンスタンティノポリスは陥落した。最後の皇帝コンスタンティノス11世パレオロゴスは戦死し、東ローマ帝国は滅亡した。
この東ローマ帝国の滅亡は、中世の終わりを象徴する大きな出来事の1つではあったが、通常「ローマ帝国の滅亡」として認識されることは少ない。これは、東ローマ帝国がその長い歴史の中で性質を大きく変化させ、自らの認識とは裏腹に古代ローマとは異なる国へと変貌したことに起因している。中期以降の東ローマ帝国は、ヘレニズムとローマ法、正教会を基盤とした新たな「ビザンツ文明」とも呼べる段階に移行した。このため、特にローマ帝国全史を取り上げたい場合を除いて西ローマ帝国の「滅亡」をもってローマ帝国の「滅亡」とすることが一般的である。
コンスタンティノープルを領有した東ローマ帝国の滅亡後、まだ東ローマ系の国家はいくつか存在したが、それも長くは持たなかった。モレアス専制公領が1459年に、トレビゾンド帝国も1461年に、やはりオスマン帝国によって滅ぼされた。最終的に、クリミア半島にトレビゾンド帝国と関係の深かった小国家・テオドロ公国が残されたが、この国も1475年にオスマン帝国の攻撃を受けた。モルドバやクリミア・ハン国からの援軍も加えて激しい戦いが行われたが、約6ヶ月間の防戦の末、1475年12月にマングプが陥落し滅亡した。

### 継承国家
西方正帝の消滅後に西ローマ帝国の地を統治したゲルマン系諸王国の多くは、消滅した西の皇帝に替わって東の皇帝の宗主権を仰ぎ、東の皇帝に任命されたローマ帝国の官僚の資格で統治を行った。したがって、現代人的認識では西方正帝の消滅後にローマ帝国とは別のゲルマン系諸王国が誕生したかのように見える西欧の地も、同時代人の認識としては依然として「ローマ帝国」を国号とする西ローマ帝国のままであり、住民達も自分たちのことを単に「ローマ人」と呼び続けていた。しかし、フランク王国がカロリング朝の時代を迎え、800年にカールが教皇レオ3世によりローマ皇帝に戴冠されたことで、ローマ総大司教管轄下のキリスト教会ともども、東の皇帝の宗主権下から名実ともに離脱し、ローマ帝国は東西に分裂した。ここに後世神聖ローマ帝国と呼ばれる政体に結実するローマ皇帝と帝権が誕生し、1806年のライン同盟結成まで継続した。
東ローマ帝国を征服し、滅ぼしたオスマン帝国の君主（スルターン）であるメフメト2世およびスレイマン1世は、自らを東ローマ皇帝の継承者として振る舞い、「ルーム・カエサリ」（トルコ語でローマ皇帝）と名乗った。もともと東ローマ帝国においては帝国を征服した辺境の異民族が帝国そのものとなったり帝位簒奪者が定着することは幾度となく繰り返されてきた歴史でもあり、このことについて吉村忠典は「第三のローマとしては、モスクワよりイスタンブールの方が本家のように思える」とする感想を述べている。ただしバヤズィト2世のように異教徒の文化をオスマン帝国へ導入することを嫌悪する皇帝もおり、オスマン皇帝がローマ皇帝の継承者を自称するのは、一時の事に終わった。
その他にも、ロシア帝国（ロシア・ツァーリ国）はローマ帝国とギリシア帝国に続く第三のローマ帝国としてローマ帝国の後継者を称した。ただし、君主はロシア皇帝を自称するも、当初は国内向けの称号に留まり、対外的には単なる「モスクワ国の大公」として扱われている。その後、国際的に皇帝として認められるようになるが、ローマ皇帝の継承者としての皇帝という意味合いは忘れ去られていた。
現在では公式にローマ帝国の継承国家であることを主張する国家は存在しないが、ルーマニアの国名は「ローマ人の国」という意味である。そのルーマニア国歌「目覚めよ、ルーマニア人!」とイタリア国歌「マメーリの賛歌」の歌詞には、自国民とローマ帝国との連続性を主張する部分がある他、それぞれトラヤヌスとスキピオの名（正確には、スキピオは家名）が歌詞に入っている。